# Acer Inc.

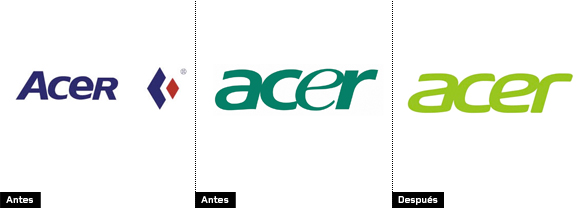
Sucesión de logotipos de Acer.

Acer, Inc. (chino: 宏碁股份有限公司, pinyin: Hóngqi Gǔfèn Yǒuxiàn Gōngsī, lit. Corporación Hongji), conocida simplemente como Acer —pronunciado en inglés «/ˈeɪsər/»—, es una empresa taiwanesa fabricante de computadoras y productos informáticos con sede en Hsichih, ciudad de Nueva Taipéi. Es la quinta de los seis mayores fabricantes de computadoras a nivel mundial y la mayor empresa de venta al por menor de computadoras en Taiwán.
La oferta de productos de Acer abarca los PC, servidores y almacenamiento, monitores, móviles, periféricos y soluciones de presencia en Internet para empresas, gobierno, educación, y usuarios domésticos. En los últimos años han desarrollado una nueva gama de servicios relacionados con la nube, comercio electrónico u otros servicios inteligentes.
El grupo Acer emplea a 39 000 personas, incluidos distribuidores y personal de servicio técnico, en unos 100 países.
Los réditos alcanzaron en los Estados Unidos US$12 900 000 000 (doce mil novecientos millones de dólares) en 2002. 
Actualmente, además de su negocio principal de productos de IdC, Acer también tiene una nueva entidad comercial que se enfoca en la integración de servicios y plataformas en la nube, y el desarrollo de teléfonos inteligentes y dispositivos portátiles con aplicaciones de IoT de valor agregado.

## Historia

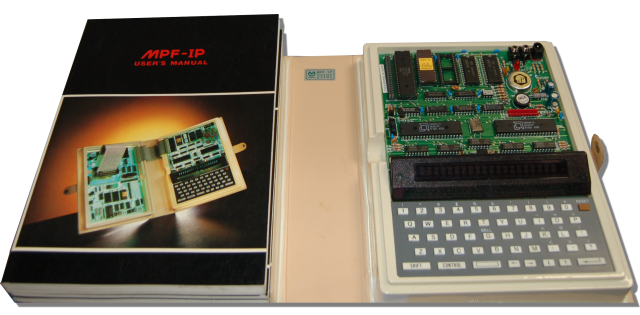
Micro-Professor MPF-I de 1981

La empresa fue fundada en 1976 por Stan Shih, su mujer Carolyn Yeh y otros cinco miembros en Taiwán con el nombre de Multitech. Inició sus operaciones con 11 empleados y un capital de 25.000 dólares. Su actividad principal era la distribución de componentes electrónicos. En 1981 lanzarían su primer producto, el MPF-I, que se utilizaba para aprender lenguaje de máquina y  lenguaje ensamblador. A los pocos años lanzaron las versiones II y III del mismo producto, donde realizaron colaboraciones con IBM, sobre todo en el modelo III. En 1987 se renombró la compañía como Acer.
Durante los años 90 la empresa experimentó varias reestructuraciones para enfrentarse a las pérdidas sufridas durante algunos años de esa década. Ya fue en 2001 cuando la empresa se focalizó en el departamento de ventas, distanciándose de la manufacturación.
En agosto de 2007, Acer adquirió el fabricante de computadoras estadounidense Gateway, Inc., por el que pagó 710 millones de dólares. Con esto, Acer se puso por encima del fabricante chino Lenovo, y tomó el tercer lugar mundial.
En septiembre de 2007, Acer/Gateway declaró su interés en comprar Packard Bell. El interés se confirmó en enero de 2008, cuando Acer anunció que adquirió el control de Packard Bell al comprar el 75 % de la compañía.
A finales de 2009, Acer superó en ventas a Dell, y por ese entonces se convirtió en el segundo mayor fabricante de computadoras personales a nivel mundial solamente superado por Lenovo.
En el segundo trimestre de 2010, las ventas de Acer se redujeron en un 6.2 % respecto al trimestre anterior. Esto impulsó a Dell a ocupar de nuevo el segundo lugar en ventas a nivel mundial.
En 2011, una semana después de haberse producido un cambio importante en el equipo directivo de Acer, se develó la nueva imagen gráfica que identificaría a la empresa. Este nuevo logotipo reemplazó a la versión anterior que fue utilizada durante toda la década de 2000. Según Acer, el nuevo logotipo tiene una tipografía más limpia y más suave, con un verde claro reemplazando al anterior verde oscuro.

## Operaciones

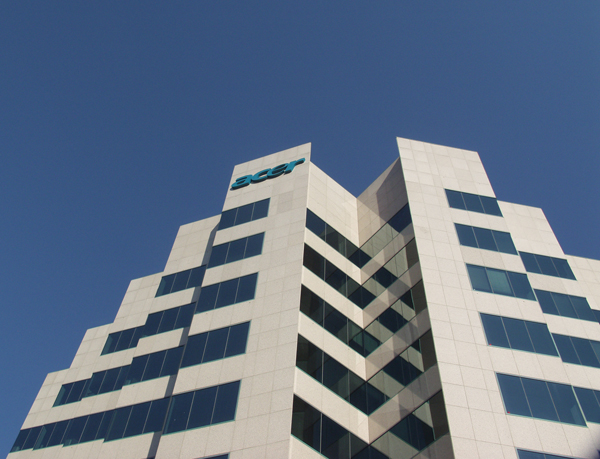
Oficinas de Acer América.

La cuota de mercado estadounidense de Acer ha descendido en los últimos años, mientras que la cuota europea ha ido en aumento. Acer está intentando volver a entrar en el mercado estadounidense pero aún no se sabe si funcionará. Gran parte de su éxito en Europa se puede atribuir a su patrocinio del Ferrari Fórmula 1 Team y con anterioridad Prost Grand Prix.

### Australia
El subsidiario de Acer en Australia es Acer Computer Australia que, además de ser el número 3 en el mercado total de ordenadores de escritorio y portátiles, es el principal vendedor en los segmentos dominantes tales como gobierno y educación.

### Latinoamérica
Al comenzar la década de los 90, Acer gozó de una amplia cuota de mercado en Latinoamérica, en dura competencia con Compaq. Sin embargo, Compaq logró captar la mayor parte del mercado, lo que significó el cierre de la planta de ensamblaje de Acer en Colombia, la reducción de su planta de Brasil y que solo pudiera conservar los mercados brasileño y mexicano. Actualmente, Acer está reintroduciéndose en varios mercados de Latinoamérica.

## Adquisiciones
- Counterpoint Computers, 1988.[2]
- Altos Computer Corporation, 1990.[3]
- Commodore International, 1993.
- Texas Instruments, 1997.
- Gateway, Inc, 2007.[5]
- Packard Bell (75%), 2008.
- E-TEN, 2008.[6]
- Olidata (30%), 2009.
- iGware Inc, 2011.[8]
- Xplova, 2015.[9]
- Jibo, 2015.[10]
- Pawbo, 2016.[11]
- AOPEN, 2017.[12]
- En la gama de gafas de realidad virtual StarVR de Starbreeze  (66,7%), 2017.[13]

## Productos
- TravelMate series
  - TravelMate 2480
    - TravelMate 8000 series
    - timeline ultra bajo voltaje

  - Tablet PC series
  - Aspire series
    - ACER Aspire 9300 17".

  - Ferrari series

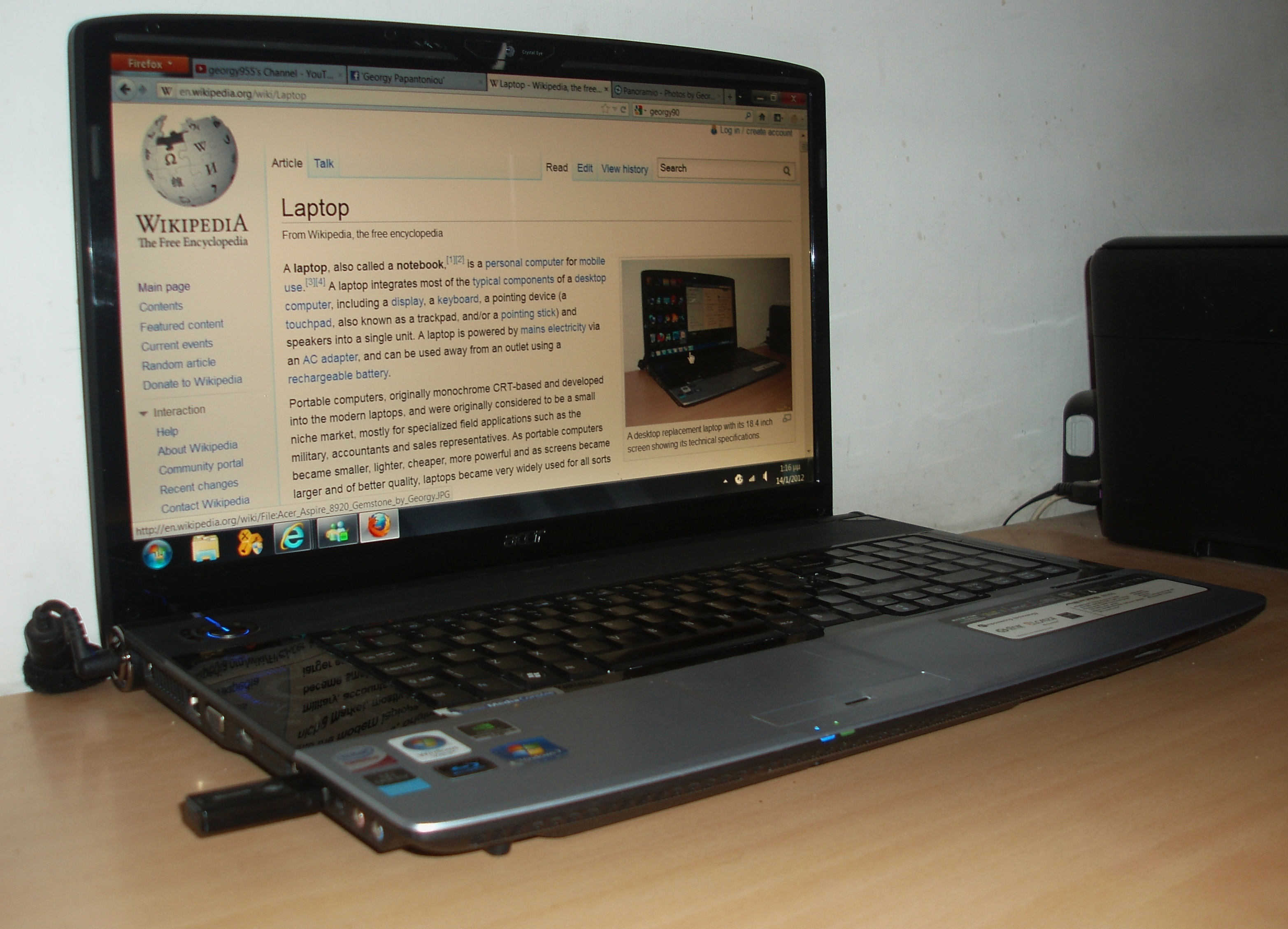
Acer Aspire 8920G Notebook

    - Ferrari 4000 series: la primera computadora portátil cuyo chasis está hecho con fibra de carbono.

  - Acer Aspire Gemstone 8920G
- Personal Digital Assistant
  - N Series
    - Acer N30
    - Acer N30
    - Acer N50
    - Acer N50
    - Acer N35
- Netbooks
- Acer Aspire
  - Aspire One
  - Acer Aspire One D150
  - Acer BI 730

## Automovilismo

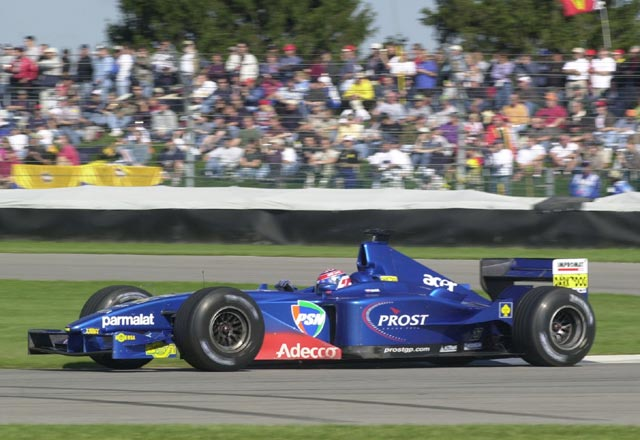
Prost-Acer de Tomáš Enge en Estados Unidos.

Acer ha tenido relación con el deporte de motor, como su participación como motor del equipo Prost Grand Prix de Fórmula 1 en 2001 (en realidad hechos por Scuderia Ferrari) o el lanzamiento de la serie de computadoras «Ferrari».
En 2020, Acer llegó a un acuerdo con Alfa Romeo para volver a participar en la categoría de F1. En este, Acer proporcionaría estaciones de trabajo y equipos informáticos a la escudería. Acer ha participado con la misma escudería en las temporadas de 2020, 2021 y 2022. Para la temporada 2023 deja de estar presente en la lista de patrocinadores.

## Resultados

### Fórmula 1
(Clave) (negrita indica pole position) (cursiva indica vuelta rápida)

| Año     | Escudería  | Chasis | Motor                 | Neu. | N.º | Pilotos               | 1   | 2   | 3   | 4   | 5   | 6   | 7   | 8   | 9   | 10  | 11  | 12  | 13  | 14  | 15  | 16  | 17  | Puntos | Pos. |
| ------- | ---------- | ------ | --------------------- | ---- | --- | --------------------- | --- | --- | --- | --- | --- | --- | --- | --- | --- | --- | --- | --- | --- | --- | --- | --- | --- | ------ | ---- |
| 2001    | Prost Acer | AP04   | (Ferrari) 01A 3.0 V10 | M    |     |                       | AUS | MYS | BRA | SMR | ESP | AUT | MON | CAN | EUR | FRA | GBR | GER | HUN | BEL | ITA | USA | JPN | 4      | 9.º  |
| 2001    | Prost Acer | AP04   | (Ferrari) 01A 3.0 V10 | M    | 22  | Jean Alesi            | 9   | 9   | 8   | 9   | 10  | 10  | 6   | 5   | 15  | 12  | 11  | 6   |     |     |     |     |     | 4      | 9.º  |
| 2001    | Prost Acer | AP04   | (Ferrari) 01A 3.0 V10 | M    | 22  | Heinz-Harald Frentzen |     |     |     |     |     |     |     |     |     |     |     |     | Ret | 9   | Ret | 10  | 12  | 4      | 9.º  |
| 2001    | Prost Acer | AP04   | (Ferrari) 01A 3.0 V10 | M    | 23  | Gastón Mazzacane      | Ret | 12  | Ret | Ret |     |     |     |     |     |     |     |     |     |     |     |     |     | 4      | 9.º  |
| 2001    | Prost Acer | AP04   | (Ferrari) 01A 3.0 V10 | M    | 23  | Luciano Burti         |     |     |     |     | 11  | 11  | Ret | 8   | 12  | 10  | Ret | Ret | Ret | DNS |     |     |     | 4      | 9.º  |
| 2001    | Prost Acer | AP04   | (Ferrari) 01A 3.0 V10 | M    | 23  | Tomáš Enge            |     |     |     |     |     |     |     |     |     |     |     |     |     |     | 12  | 14  | Ret | 4      | 9.º  |
| Fuente: |            |        |                       |      |     |                       |     |     |     |     |     |     |     |     |     |     |     |     |     |     |     |     |     |        |      |